# Cordillera Vilcanota
Die Cordillera Vilcanota (auch Cordillera de Vilcanota) ist ein Gebirgszug in der peruanischen Ostkordillere der Anden. Das Gebirge ist relativ stark vergletschert. Die Gletscherfläche betrug gegen Ende des 20. Jahrhunderts 539 km². Die im Osten des Gebirgszugs gelegene Quelccaya-Eiskappe bildet den größten Einzelgletscher Perus.

## Lage
Die Cordillera Vilcanota liegt in Südost-Peru in den Regionen Cusco und Puno, 75 km ostsüdöstlich der Regionshauptstadt Cusco. Der 100 km lange Gebirgszug verläuft von seinem westlichen Ende 20 km in Richtung Ostnordost, anschließend etwa 35 km in Richtung Ostsüdost und schließlich etwa 45 km nach Süden. Der abflussregulierte Gletscherrandsee Laguna Sibinacocha liegt zentral an der Südflanke des mittleren Gebirgsabschnitts. Die Südflanke des Gebirges wird von den Flüssen Río Salcca und Río Pitumarca zum Río Vilcanota (Oberlauf des Río Urubamba), entwässert. Die Nordwestflanke wird von den Quellflüssen des Río Yavero (auch Río Paucartambo) entwässert. Dort befindet sich der Gletscherrandsee Laguna Singrenacocha. Die Nordostflanke wird von den Flüssen Río Araza und Río San Gabán zum Río Inambari hin entwässert. Der äußerste Südosten des Gebirges wird über den Río Quenamari, einen Nebenfluss des Río Ramis, zum Titicacasee entwässert. 

## Berge und Gipfel
Im Folgenden eine Liste von Bergen und Gipfeln in der Cordillera Vilcanota:
| Name (hispanisiert)        | Name (Quechua) | Höhe in m |                            | Distrikte            |
| -------------------------- | -------------- | --------- | -------------------------- | -------------------- |
| Ausangate                  | Awsanqati      | 6384      | -13.788311 -71.228884 6384 | Ocongate, Pitumarca  |
| Callangate / Collpa Ananta | Qullpa Ananta  | 6110      | -13.731478 -71.160018 6110 | Ocongate             |
| Chumpe                     | Chumpi         | 6106      | -13.725486 -71.081773 6106 | Ocongate, Pitumarca  |
| Jatunhuma                  | Hatun Uma      | 6093      | -13.744792 -71.137499 6093 | Ocongate, Pitumarca  |
| Yayamari                   | Yayamari       | 6049      | -13.766031 -70.980877 6049 | Marcapata, Pitumarca |
| Joyllor Puñuna             | Quyllur Puñuna | 5743      | -13.930067 -70.819417 5743 | Checacupe, Corani    |
| Huasacocha                 | Wasaqucha      | 5435      | -13.84443 -71.29888 5435   | Ocongate, Pitumarca  |
| Jonorana                   | Khunurana      | 5394      | -14.08159 -70.76989 5394   | Corani, Nuñoa        |
| Huayjentani                | Waykintani     | 5394      | -13.76339 -70.82628 5394   | Marcapata            |
| Chaquirioc                 | Chakiriyuq     | 5300      | -13.73429 -70.73568 5300   | Corani, Marcapata    |
| Ananta                     |                | 5300      | -13.813889 -70.620556 5300 | Corani               |